# Nantucket Sound
Nantucket Sound je naziv za dio Atlantskog oceana nedaleko od obale američke savezne države Massachusetts. Ovo područje 48 km dugačko i 40 km široko područje nalazi se između Cape Coda na sjeveru, Nantucketa na jugu i Martha's Vineyarda na zapadu. Između Cape Coda i Martha's Vineyarda spojen je s Vineyard Soundom. Luke na Nantucket Soundu su Nantucket i Hyannis.
Nantucket Sound bogat je podmorskim životom, te je ekonomsko i ekološko važno područje. U tom području živi nekoliko zaštićenih vrsta. Nantucket Sound nalazi se na mjestu dodiranja hladne Labradorske i tople Golfske struje. Zbog tog razloga ovo je posebno područje u kojem žive sjevernoatlantske i srednjoatlantske vrste.